# Iphisa elegans
Genre
Espèce
Iphisa elegans, unique représentant du genre Iphisa, est une espèce de sauriens de la famille des Gymnophthalmidae.

## Répartition
Cette espèce se rencontre en Colombie, en Équateur, au Pérou, en Bolivie, au Guyana, au Surinam, en Guyane et au Brésil en Amazonas, au Pará, en Amapá, au Rondônia et au Mato Grosso.

## Description
Iphisa elegans mesure jusqu'à 62 mm, queue non comprise. C'est un ovipare diurne.

## Liste des sous-espèces
Selon The Reptile Database (19 novembre 2012) :
- Iphisa elegans elegans Gray, 1851
- Iphisa elegans soinii Dixon, 1974

## Taxinomie
Cette espèce serait en fait un complexe d'espèces cryptiques.

## Publications originales
- Dixon, 1974 : Systematic review of the lizard genus Anotosaura (Teiidae). Herpetologica, vol. 30, p. 13-18.
- Gray, 1851 : Description of a new genus and family of cyclosaurian lizards from Para. Proceedings of the Zoological Society of London, vol. 1851, p. 38-39 (texte intégral).